# Фахрутдинов, Мисхат Кашафутдинович
Мисхат Кашафутдинович Фахрутдинов (22 августа 1958, Ижевск, СССР) — советский хоккеист, нападающий, тренер.
Мастер спорта СССР (1980), мастер спорта СССР международного класса, Заслуженный тренер России. Отец Марата Фахрутдинова.
Воспитанник клубов «Комета» (первый тренер Анатолий Михайлович Бушков) и «Ижсталь» (тренеры Алексей Васильевич Андрианов и Евгений Харлампиевич Иванов).
Окончил Московский областной педагогический институт имени Н. К. Крупской и Малаховский филиал Смоленского государственного института физической культуры.
7 февраля 2015 года № 11, под которым Фахрутдинов выступал в «Ижстали», был навсегда закреплён за ним.

## Тренер

### Карьера тренера
- 1998 — главный тренер, ХК «Римбо» (Нортелье, Швеция)
- 1999 — 2000 — главный тренер, «Лидинге» (Стокгольм, Швеция)
- 26.11.2000 — 01.06.2003 — тренер, «Динамо» (Москва)
- 10.06.2003 — 31.10.2003 — старший тренер, «Локомотив» (Ярославль)
- 01.04.2004 — 14 01.2005 — главный тренер, «Витязь» (Чехов)
- 05.08.2004 — 28.05.2007 — главный тренер, Юниорская (до 18 лет) сборная России
- 30.06.2005 — 26.10.2005 — ассистент главного тренера, «Витязь» (Чехов)
- 26.10.2005 — 04.04.2006 — тренер «Витязя-2» (Чехов)
- 04.04.2006 — 01.06.2007 — ассистент главного тренера, «Витязь» (Чехов)
- 01.06.2007 — 28.10.2007 — главный тренер, «Витязь» (Чехов)
- 02.02.2008 — 30.04.2009 — главный тренер, «Автомобилист» (Екатеринбург)
- 30.09.2009 — 25.06.2015 — главный тренер, «Рубин» (Тюмень)
- 19.11.2015 — 29.04.2016 — главный тренер, «Торпедо» (Усть-Каменогорск)
- 29.04.2016 — 20.12.2016 — главный тренер, «Амур» (Хабаровск)
- 17.10.2017 — 13.11.2017[1] — главный тренер, «ХК Рязань» (Рязань)
- 17.11.2017 — 04.01.2019 — главный тренер, «Торпедо» (Усть-Каменогорск)
- 09.01.2020 -  н.в.              -   тренер АНО Ветераны ХК  «Динамо» (Москва)

### Статистика (главный тренер)
(данные до 2012 г. не приведены)
Последнее обновление: 03 апреля 2017 года
| Команда        | Турнир-сезон   | Регулярный сезон | Регулярный сезон | Регулярный сезон | Регулярный сезон | Регулярный сезон | Регулярный сезон | Регулярный сезон | Регулярный сезон | Регулярный сезон  | Плей-офф | Плей-офф | Плей-офф   |
| Команда        | Турнир-сезон   | И                | В                | ВО/ВБ            | Н                | ПО/ПБ            | П                | О                | О%               | Результат         | В        | П        | Результат  |
| -------------- | -------------- | ---------------- | ---------------- | ---------------- | ---------------- | ---------------- | ---------------- | ---------------- | ---------------- | ----------------- | -------- | -------- | ---------- |
| Рубин          | ВХЛ 2012-13    | 52               | 31               | 6                | -                | 7                | 8                | 112              | 71,8%            | 2 (из 27) в Лиге  | 6        | 6        | 1/4 финала |
| Рубин          | ВХЛ 2013-14    | 50               | 25               | 9                | -                | 5                | 11               | 98               | 65,3%            | 3 (из 26) в Лиге  | 14       | 8        | Финал      |
| Рубин          | ВХЛ 2014-15    | 52               | 20               | 7                | -                | 6                | 19               | 80               | 51,3%            | 11 (из 24) в Лиге | 6        | 5        | 1/4 финала |
| Всего в Рубине | Всего в Рубине | 154              | 76               | 22               | -                | 18               | 38               | 290              | 62,8%            |                   | 26       | 19       |            |
| Торпедо УК     | ВХЛ 2015-16    | 25               | 12               | 6                | -                | 1                | 6                | 49               | 65,3%            | 9 (из 26) в Лиге  | 2        | 4        | 1/8 финала |
| Всего в ВХЛ    | Всего в ВХЛ    | 179              | 88               | 28               | -                | 19               | 44               | 339              | 63,1%            |                   | 28       | 23       |            |
| Амур           | КХЛ 2016-17    | 43               | 11               | 3                | -                | 6                | 23               | 45               | 34,9%            | отставка          |          |          |            |

## Административная карьера
Завуч ДЮСШОР «Динамо» (Москва) в 2000 г.                                                                                                                                                                                       Завуч  академии хоккея им.А.И.Чернышева ХК Динамо 2022-2023 г.г.                                                                                                                                АНО ХК Динамо Москва,  тренер-ветеран ХК Динамо  2023 .

## Достижения
- Чемпион РСФСР Ижсталь Ижевск 1975 г.
- Победитель Кубка Шахтёров , Польша 1976 г.
- Победитель международного турнира на приз газеты Советский Спорт 1979 г.
- Победитель предолимпийского турнира 2х сборных в Японии 1980 г
- Серебряный призёр чемпионатов СССР 1985, 1986, 1987 г,
- Бронзовый призёр чемпионатов СССР 1982,1983,1988 гг.,
- Обладатель Кубка Берлина  1981,1982,1983,1984, 1987 г.г.
- Победитель международного турнира  Франция 1981г.
- Победитель турнира газеты "Советский спорт" 1982,1983,1984 г.г.
- Обладатель Кубка Шпенглера 1983 г
- Участник  Супер серии к командами NHL 1985-1986 г.г.
- Победитель турнира 2х сборных Г.Ленинград 1986 г.
- Финалист Кубка СССР 1988 г.
- Победитель регулярного первенства Шведской элитной серии 1992 г.
- Входил в состав 2-й сборной СССР с 1979 по1987 г.г.

Будучи тренером:
- Победитель 1 дивизиона регион Стокгольм 1999 г (юниоры ХК «Лидинге»),
- Победитель традиционного международного юношеского турнира 4-х стран г. Подольск 2005 г. (главный тренер),
- Победитель международного турнира молодёжных команд в Санкт-Петербурге 2005 г. (ст. тренер)
- Победитель юношеского международного новогоднего турнира в Калифорнии −2005 г. (главный тренер)
- Серебряный призёр международного юношеского турнира Пяти Наций в Словакии 2005 г. (главный тренер)
- Победитель традиционного международного юношеского турнира 4-х стран в Швеции 2006 г. (главный тренер)
- Победитель традиционного юношеского турнира на Кубок Губернатора Московской области 2006 г. (главный тренер)
- Бронзовый призёр традиционного юниорского турнира Пяти Наций в Словакии 2006 г. (главный тренер)
- Бронзовый призёр традиционного юниорского турнира Пяти Наций в Чехии 2007 г. (главный тренер)
- Победитель юниорского (до 18 лет) чемпионата мира в Финляндии апрель 2007 г. (главный тренер)
- Победитель дивизиона «Восток» Первенства России 2007—2008 г. ХК «Автомобилист» (главный тренер)
- Победитель дивизиона «Восток» Первенства России 2008—2009 г. ХК «Автомобилист» (главный тренер)
- Серебряный призёр Первенства России 2007-2008 г.  ХК «Автомобилист» (главный тренер
- Победитель Дивизиона Восток  ВХЛ 2011г ( главный тренер)
- Победитель регулярного чемпионата ВХЛ ХК «Рубин» сезон 2010—2011 г. (главный тренер)
- Кубок Братины  ВХЛ ХК «Рубин» сезон 2011 г. (главный тренер)
- Серебряный призёр Всероссийского соревнования ВХЛ 2012 г (главный тренер)
- Финалист Кубка Братины ХК Рубин 2012,2013,2014 г.г.
- Лучший тренер ВХЛ сезона 2010—2011.
- Победитель регулярного чемпионата ВХЛ ХК «Рубин» сезон 2011—2012 г. (главный тренер)
- Победитель регулярного чемпионата ВХЛ ХК «Рубин» сезон 2013—2014 г. (главный тренер)